# Салаев, Аяз Рамиз оглы
Аяз Рамиз оглы Салаев (азерб. Ayaz Ramiz oğlu Salayev; род. 1 августа 1960, Баку) — азербайджанский киновед, кинорежиссёр, сценарист, педагог, телеведущий, актёр, заслуженный деятель искусств Азербайджана (2000).

## Биография
Родился 1 августа 1960 года в Баку. В 1982 году окончил киноведческий факультет ВГИКа (мастерская Л.Х. Маматовой и Е.Д. Суркова).
В 1983—1985 годах вёл на азербайджанском телевидении ставшую при нём культовой передачу «Ретро».
В 1986—1988 годах учился в аспирантуре ВГИКа. 
В 1988 году дебютировал в качестве режиссёра, сняв документальный фильм «Отец» (азерб. Ata) с участием дочери миллионера и мецената Гаджи Зейналабдина Тагиева.
В 1995 году поставил игровой фильм «Летучая мышь» (азерб. Yarasa), премьера которого с успехом прошла на Берлинском кинофестивале. «Этот фильм имеет все признаки подлинного шедевра», — писал журнал Cahiers du cinéma. По выражению самого режиссёра, сюжетом фильма является смерть в кино, темой — смерть от кино, а идеей — смерть кино. «Летучая мышь» представляет собой тонкую игру мотивами, цитатами и реминисценциями из «Дамы-невидимки» Кальдерона и «Кабинета доктора Калигари» Вине, «Кентерберийских рассказов» Чосера и «Голема» Вегенера, «Джейн Эйр» Шарлотты Бронте и «Пути в ночь» Мурнау, «Тонио Крегера» Томаса Манна и «Голубого ангела» Штернберга, «Камеры Обскура» Набокова и «Огней большого города» Чаплина. Посвящённый 100-летию кинематографа, фильм был показан на более 20-ти международных кинофестивалях и получил ряд призов. 
В 1994—2000 годах Аяз Салаев был художественным руководителем Госфильмофонда Азербайджана.
В 2012–2024 годах работал старшим научным сотрудником Института архитектуры и искусства Национальной академии наук Азербайджана.
Преподаёт на кафедре драматургии и киноведения Азербайджанского государственного университета культуры и искусств. 
С 2022 года член Европейской киноакадемии.
В 2023 году награждён медалью «Прогресс».
С апреля 2024 года – заместитель директора Госфильмофонда Азербайджана по научно-творческой работе.